# Masanasa

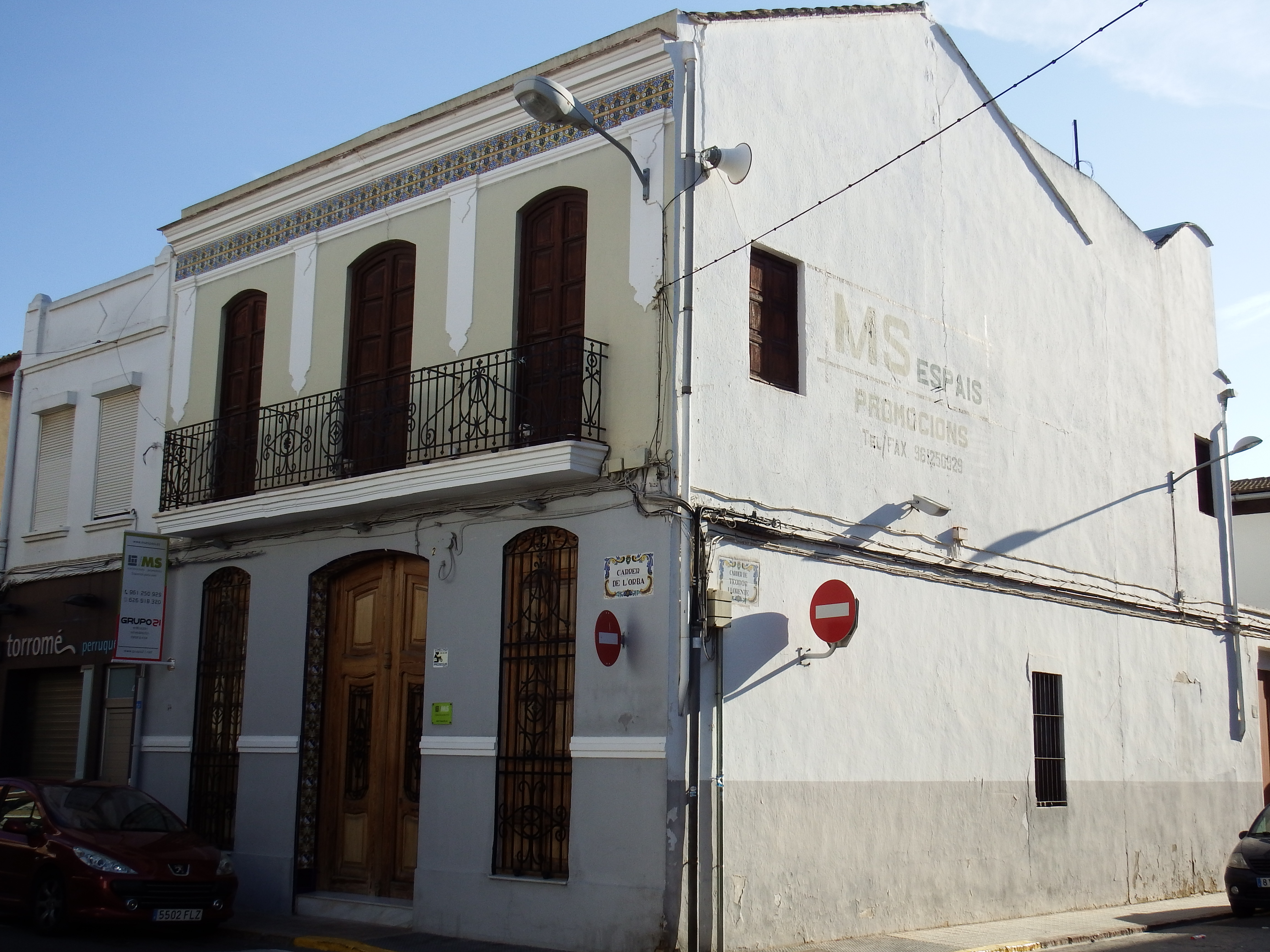
Casas de Masanasa

Masanasa (oficialmente en valenciano: Massanassa) es un municipio de España ubicado a las afueras de Valencia. Su población es de 10 345 habitantes (INE 2024), de los cuales más de la mitad es menor de los 40 años, registra una de las densidades de población más elevadas de toda la Comunidad Valenciana.
La localidad cuenta con una superficie metropolitana de 5,60 km² en la que los establecimientos del sector servicios concentran el mayor porcentaje de actividad económica, siendo de un 59,8 %. El presupuesto aprobado para 2024 cifra en 12 403 208,22 €, buscando la mejora de este sector y proveer al municipio de infraestructuras óptimas.
Situada a en la comarca de la Huerta Sur y a 8 km de la ciudad de Valencia, Masanasa se compone de cuatro áreas diferenciadas: el casco urbano, el polígono industrial, el Marjal y la Albufera. El término se desenvuelve de manera alargada partiendo de la Acequia de Favara al oeste hasta llegar a la Albufera de Valencia al sureste.

## Toponimia
Las primeras documentaciones en las que se registra Masanasa hacen referencia a un poema de Ibn al-Abbãr (1199-1260):
«On són els paratges de la Russafa, del Jisr, de Manzil ' Ata i de Manzil Nasr...?»
En los versos, el autor llora la pérdida de la localidad musulmana frente a las tropas de Jaime I El Conquistador en el año 1238. Se designa a la actual comarca como Manzil Nasr, nombre que puede ser traducido como Alquería de Nasr. En aquella época designaba a un conjunto de casas como centro de una explotación agrícola, probablemente cercano entre la Vía Augusta y la Albufera. Manzil puede significar posada, situadas en las entradas de Valencia (en este caso por el sur), de tal forma que cuando las puertas de la ciudad se cerraban, el viajero pernoctaba en uno de estos paradores.
No se encuentran más referencias desde entonces hasta el periodo cristiano del Reino de Valencia. En el Llibre de Repartiment, registro escrito entre los años 1237 y 1252, queda redactada la partición de tierras conquistadas y bienes por Jaime I. Son entregadas:
A Martí, «3 yugadas en Alquería de Massanassa» el 16 de marzo de 1238. A Fray Mateo comendador de la orden de Calatrava, «Alquería de Massanassa con molinos y hornos» el 15 de mayo. A Eiximén de Luisa «8 yugadas a Massanassa» el día 13 de agosto; y el 23 del mismo mes, «30 yugadas a Massanassa» a Fray Gerald de Prado, comendador de Alfama.
Otro documento, este de 1278, nos informa sobre algunos de los primeros pobladores cristianos de Masanasa, citando sus nombres y permitiéndonos ver con detalle, por vez primera, cómo era el pueblo hace 700 años. Seguramente contaba con un núcleo de población central, donde vivía la mayoría de los vecinos y en su entorno, los campos de cultivo, tanto de secano como de regadío. Los cultivos son los tradicionales en aquella época; cereales y vid, algunas huertas y una zona de olivar.
La sociedad se regía por el sistema social comúnmente extendido en el siglo XIII; una comunidad de labradores que cultivaban en régimen de enfiteusis unas tierras de la Orden de Calatrava y por las que habían de satisfacer una serie de pagos, estando sujetos a diversas obligaciones.
En 1386, Masanasa pasó a manos de Pedro Boïl y de su familia, quedando en poder de ésta hasta 1738 en el que Masanasa, junto a otros pueblos cambia nuevamente de dueños al adquirirla el marqués de Dos Aguas. Tendría la población por aquellos años unos 280 habitantes; no obstante, al finalizar el siglo alcanzaba ya la cifra de 1398 vecinos, lo que significó un incremento demográfico considerable.

## Geografía
La localidad de Masanasa circunscribe al norte con Alfafar, al oeste con Paiporta y Catarroja, al sur con esta última (Catarroja), y al este con Alfafar. El término concecta con el barranco de Chiva y es atravesado por el Camí Real de norte a sur. Éste es eje central de la conexión con sus localidades vecinas. Su centro urbano está muy vinculado al de Benetússer, Sedaví, Albal, sus vecinas Alfafar y Catarroja, o el Barrio de La Torre de Valencia, generando así un gran complejo interurbanístico.
De las tradicionales vías, como la Augusta o viejo camino de Ruzafa, así como caminos como los del Fus o la Carretera Real de Madrid, actualmente están sustituidas por otras vías terrestres mejor adaptadas como la Pista de Silla, o la Avenida del Sur. Estas infraestructuras modernas han favorecido la integración metropolitana y el crecimiento demográfico del municipio en las últimas décadas.
| Noroeste: Alfafar  | Norte: Alfafar | Noreste: Alfafar  |
| Oeste: Paiporta    |                | Este: Alfafar     |
| Suroeste Catarroja | Sur: Catarroja | Sureste: Valencia |

La diversificación industrial a partir de los originarios talleres de muebles y madera, y su expansiva actividad a lo largo de la pista de Silla (V-31), además del crecimiento urbano amenazan desde hace varias décadas a la huerta tradicional.
La zona del Marjal, superficie de parque natural que abraza a la Albufera, alberga una variedad única de flora y fauna autóctonas del mediterráneo. El escenario es consecuencia de los soterraments llevados a cabo en la Albufera por el sector secular para plantar arroz. Se la considera el jardín de la ciudad, en la cual se diferencian dos sectores:
Por un lado, los tancats designan la zona del arrozal cuyo conreo sigue el nivel natural de la laguna; la inundación de los campos depende al agua del estanque, por lo que se trata del área enfocada a la producción agrícola. Por otro lado, rodeando al sector anterior y en terreno elevado, el arrozal de tierras altas representa el uno de los territorios más amenazados por la transformación de la huerta; el cultivo se realiza mediante el riego artificial con agua procedente, mayoritariamente, de los ríos Turia y Júcar y, en menor proporción, de la propia Albufera.

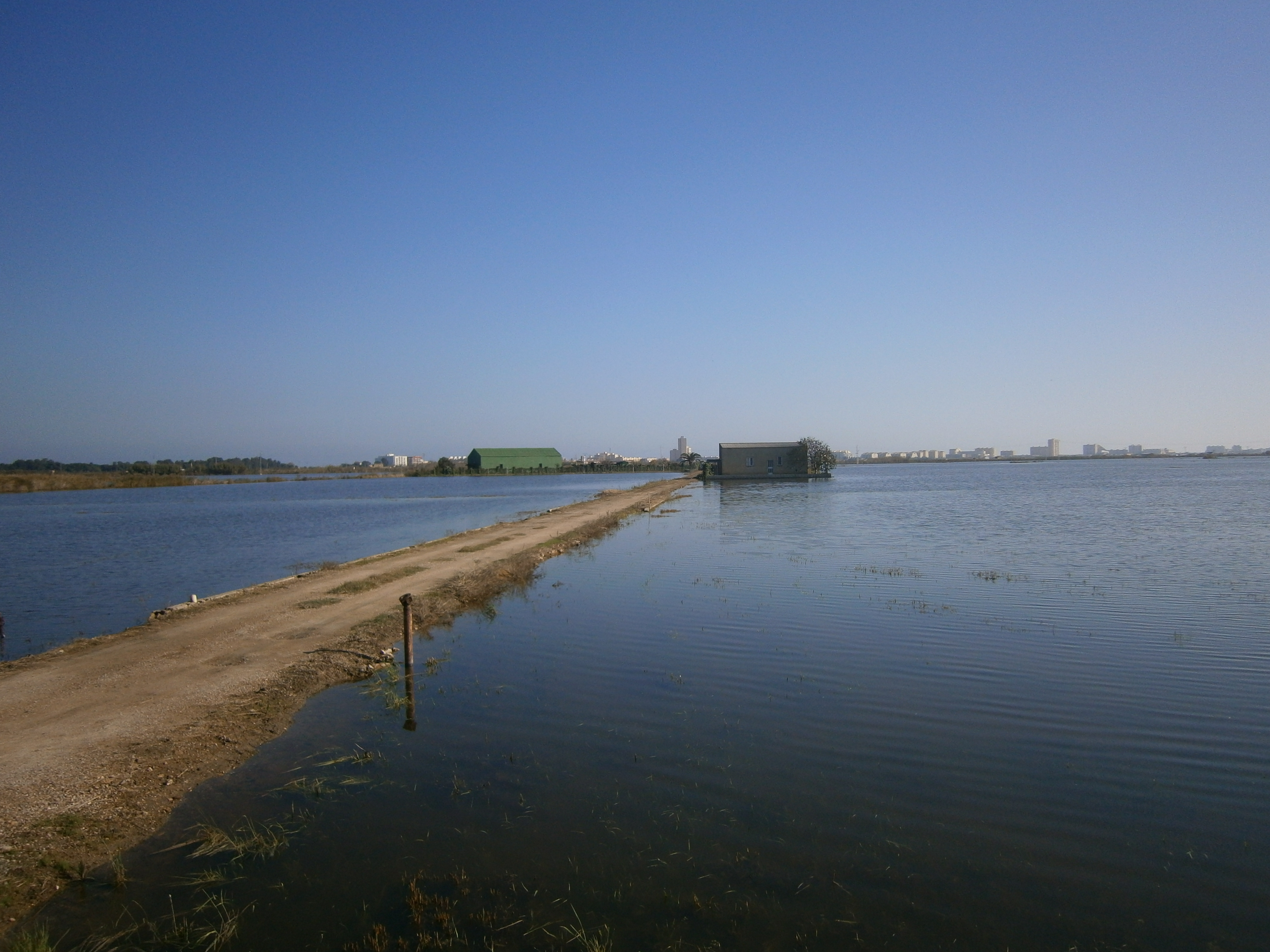
Arrozal desde El Palmar

El Marjal contiene dos espacios diferenciados de agua libre:
El entramado laberíntico de las acequias permite el transporte de agua desde su origen hasta los campos de cultivo. Predominantemente, es extraída de la Acequia Real de Xúquer (río Júcar) y la Acequia de Favara (río Turia) además de provenir de los llamados escorredors o ullals. El segundo canal lleva agua hasta la huerta de Masanasa, paisaje clave para la localidad dado que su tradición agrícola es históricamente de gran relevancia.
Los ullals son drenajes naturales a la superficie del agua soterrada. Son de gran valor biogeográfico y refugio de fauna en situación de alerta como lo son el Samaruc o el Fartet.

### Clima
El panorama climático en Masanasa corresponde con el dominio mediterráneo. Se caracteriza específicamente por unas escasas e irregulares precipitaciones (478mm anuales), con un máximo en el mes de octubre, y unos mínimos durante verano. Su temperatura media se establece sobre 16,5 °C, con veranos cálidos y húmedos (24 °C) e inviernos suaves (11 °C).
Durante las estaciones de primavera y otoño, la localidad se ve afectada por las lluvias torrenciales generadas a partir de las avenidas producidas en las capas altas de la atmósfera en el barranco. Por el contrario, durante los meses más cálidos se caracteriza por una régimen de sequía cíclico.
La actividad del viento es escasa y tranquila durante el recorrido anual, y se determina por la presencia de una corriente este-oeste.

### Hidrografía
Masanasa se localiza a orillas del Barranco de Chiva. De corta longitud y de gran pendiente, este barranco o rambla nace en las sierras interiores valencianas y desembocan sus aguas en el lago de la Albufera, entre Masanasa y Catarroja.
Su caudal es irregular, puesto que transporta agua solamente cuando se producen tormentas, característica singular de las ramblas mediterráneas, estas ramblas suelen estar secas y solo llevan agua cuando llueve intensamente en algunas épocas del año, provocando situaciones peligrosas. Cuando estas tormentas son intensas o perduran varios días, pueden originar importantes avenidas o riadas. Para evitar este riesgo natural se ha acondicionado e impermeabilizado su lecho para reducir la incidencia de desbordamientos.
Por otra parte, el término municipal de Masanasa se ubica sobre el gran acuífero valenciano, cuya extracción o manación hídrica, salida natural del agua que brota desde el suelo o una roca, llevado a cabo mediante motores o fuentes. Además cuenta con numerosas acequias que vierten sus aguas en la marjal, de la cual la Acequia de Favara es la red fluvial más importante de la Huerta Sur.

## Historia

### Raíces históricas
Aunque su origen se encuentra en la época musulmana, pueden existir indicios de que pudo ser una villa romana tras la fundación de Valentia en el año 138 a. C. Las hipótesis que lo evidencian son su cercanía con la villa de Catarroja y las centuriaciones romanas, así como por encontrarse en el trayecto de la Vía Augusta que enlazaba Roma con Cádiz. Estos hechos pueden motivar la existencia de un posible asentamiento estratégico disperso por el término.

### Sociedad y economía[15]
Dos eventos clave que han marcado la historia del señorío valenciano durante el siglo XVIII han sido la expulsión de los moriscos y la guerra de Sucesión.
A raíz de estos episodios históricos se dio lugar a una refeudalización; los amos de los territorios aumentaron su poder jurisdiccional, sus derechos y rentas, y contaron con el apoyo de las alienaciones con el Patrimonio Real, que confirmaban su privilegio. Con ello apareció una burguesía agrícola que tomó conciencia del provecho que la clase feudal y privilegiada ejercía sobre el resto.
La mayoría de las contiendas dirigidas a los señores feudales estaban motivadas por el estado de sus monopolios, o buscando el control del poder municipal.
Documentos como Escrivanies de Cambra, nº exp. 25 (año 1757) dejan constancia del desacuerdo de los campesinos laboradores de los campos de arroz en el Marjal con el pago de rentas al Marqués de Dos Aguas:

«La Amarjal donde poseen y estan las tierras arrosales no es termino de Massanassa ni es propio de su dueño ni las puede establezer ni pechar por ser Amarjal de esta ciudad (València) tierra de ella, y de su jurisdicción las que como su dueño las establecio francas de todo tributo y como a tales las han adquirido mis Partes por titulos antiguos y aun oy conservan el titulo de los francos de Masanasa, y el Marques de Dos Aguas con violencia les ha hecho tomar y pagar con apremios judiciales las copias de los establecimientos al que se ha querido introducir con la novedad de cargar el pecho de la veintena y los demas emphiteuticos» (ff. 64 r. º-64 v. º).
Josep Huguet

La situación de descontento se desató hasta la dimisión del arrendador de los derechos dominicales.

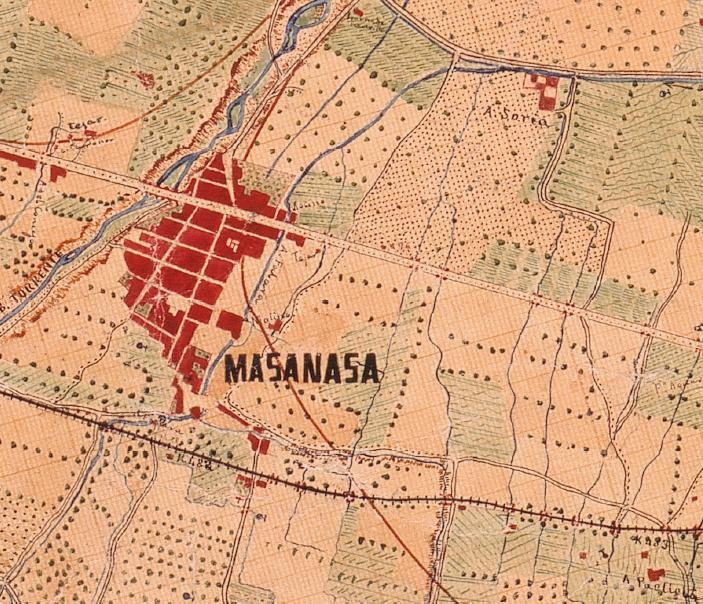
Masanasa en 1883

Tradicionalmente, el sector de la agricultura ha sido clave entre la población activa de Masanasa. Ésta sufrió una gran transformación a raíz del aumento demográfico, obligando a la extensión de la superficie de conreo e intensificando así el cultivo del arroz, los frutales y las hortalizas, además de la pesca. La presencia de lagunas y humedales en el territorio favoreció sobre todo al cultivo del arroz, que es simbólico de la zona; éste cereal aparece como semilla básica de la alimentación valenciana de la época. La seda era también obtenida por los propios campesinos, quienes criaban a sus gusanos y vendían su producción a las fábricas de la ciudad de Valencia. El trigo era también un cultivo básico y el cáñamo el segundo textil más popular de la huerta.
Uno de los problemas sociales del momento tenía como protagonista el sistema de regadío. Dadas las características climáticas de sequía durante los meses estivales, la zona del Marjal no podía abastecerse del agua de los caudales. Para su resolución, se decretó que Masanasa sería regada por la Acequia de Favara junto a Catarroja y Albal los miércoles, jueves y viernes. Sin embargo, los conflictos por el riego fueron constantes aún después de la obtención también procedente de otras fuentes de agua.
Bajo el reinado de Carlos III se construyó el camino real de Madrid que atraviesa el término del municipio. El efecto urbanístico que tuvo también la construcción del puente que comunica las localidades de Masanasa y Catarroja sobre el barranco de Chiva en 1767, obra del arquitecto Vicent Gascó fue de mucho peso social. Otro episodio muy relevante fue la separación de la Parroquia de Masanasa de la de Chirivella, de la que era anexa, en el año 1777.
En los dos siglos siguientes Masanasa creció lentamente alcanzando los 4800 habitantes en los años 40 del pasado siglo, conservando todas las características de un pequeño pueblo agrícola. No obstante, a partir de la década de los años 60 y durante los 70, se inicia la transformación, convirtiéndose en una localidad moderna, acogiendo un gran número de industrias y cambiando radicalmente su estructura urbana y social. Se caracterizó además por un crecimiento equilibrado, en el que la población, aunque se dedica ya mayoritariamente a la industria y los servicios, mantuvo todavía fuertes vínculos con la agricultura cada vez más especializada.
La cercanía a Valencia ha facilitado su industrialización, desarrollándose en el mundo del textil y el maderero. Actualmente cuenta con una industria muy diversificada.

### Gota fría de 2024
El 29 de octubre de 2024, el municipio sufrió catastróficas inundaciones debido a un temporal de gota fría, que arrasó con carreteras, puentes y viviendas, dejando más de 200 muertos y cientos de damnificados en la provincia de Valencia. Las intensas lluvias desbordaron ríos y sistemas de drenaje, sumergiendo calles enteras bajo el agua y causando estragos en cultivos y propiedades. La comunidad, profundamente afectada, enfrenta ahora el desafío de la reconstrucción en medio de una emergencia humanitaria.
De las 227 víctimas mortales que dejó la DANA, 17 fallecidos eran vecinos de la localidad de Masanasa. Muchas de estas víctimas fueron personas mayores que vivían solas en bajos y que la tromba de agua que se desbordó del barranco del Poyo les tomó por sorpresa. Además de víctimas mortales la gota fría también acabó con la vía ferroviaria y con una parte de la red de Cercanías.

## Demografía
Masanasa cuenta con una población de 10 345 habitantes (INE 2024).
| Gráfica de evolución demográfica de Masanasa entre 1842 y 2021                                                      |
| |
| Población de derecho según los censos de población del INE Población de hecho según los censos de población del INE |

### Masanasa históricamente
Tras la expulsión de los moriscos, la población valenciana comenzó a aumentar vertiginosamente. Durante el siglo XVIII, la ciudadanía creció hasta diez veces más de lo registrado en el censo. La ausencia de conflictos bélicos, la extensión de los conreos y las aportaciones procedentes de la población inmigrante fueron motor de un importante crecimiento demográfico.
El registro de Pasqual Madoz, divulgado el año 1849, registra 384 casas dentro del casco urbano y 18 al término (haciendo énfasis en que la quinta parte de estas son barracas) con 464 vecinos y 1914 habitantes. En el censo elaborado más adelante por Antonio José de Cavanilles hay hasta 434 pobladores más registrados.
La población siguió aumentando hasta registrar 3229 habitantes en el año 1900, dejando constancia así del crecimiento de masanaseros durante toda la segunda mitad del siglo XIX. Estos ciudadanos fueron protagonistas de revueltas de hambre características de la época o revoluciones cantonales con importante foco en Catarroja y Quart, y con Masanasa en el centro.

### Sociodemografía[7]
| Sociodemografía de Masanasa \| localidad adulta                 |
| --------------------------------------------------------------- |
|                                                                 |
| población en edad de trabajar población anciana población joven |

| Sociodemografía de Masanasa \| cultura poblacional |
| --- |
| |
| extranjeros procedentes del subcontinente sudamericano, el norte de África y la Europa Oriental españoles nacidos en la localidad españoles de poblaciones valencianas cercanas españoles procedentes de Andalucía, Castilla-La Mancha y Aragón |

## Comunicaciones

### Por carretera
Se accede a esta localidad desde Valencia tomando la V-31 ó la CV-400.
La red viaria actual de Massanassa se ha desarrollado sobre la base del trazado original que estructuró el municipio, centrado principalmente en la Avenida Blasco Ibáñez, que antiguamente era la carretera general. A esta vía principal se han sumado nuevas entradas al municipio, algunas de ellas conectadas con la Ronda Sur y otras con la A-7.

### En tren
Masanasa cuenta con medios de transporte como el ferrocarril, que cuenta con su propia estación desde finales del siglo XIX situada en la calle Sequer de Fermín, s/n. Pertenece a las líneas C-1 y C-2 de Cercanías Valencia.

### En autobús
Las siguientes líneas de MetroBus Valencia prestan servicio al municipio.
| Línea | Recorrido                              | Operador         |
| ----- | -------------------------------------- | ---------------- |
| 180   | Valencia - Albal                       | Autocares AUVACA |
| 181   | Valencia - Picasent                    | Autocares AUVACA |
| 182   | Valencia - Beniparrell - Silla         | Autocares AUVACA |
| 182N  | Nocturno Valencia - Picasent           | Autocares AUVACA |
| 185   | Picasent - Playa El Saler              | Autocares AUVACA |
| 186A  | Paiporta - Albal - Torrente - Paiporta | Autocares AUVACA |
| 186B  | Albal - Paiporta - Torrente - Albal    | Autocares AUVACA |

### En bici
Hay, a disposición pública, un carril bici como medio de transporte ecológico y saludable mediante el que se puede acceder a cualquier pueblo atravesado por la Avenida Blasco Ibáñez hasta llegar a Valencia.
Se puede acceder al carril desde la Avenida Blasco Ibáñez, siguiendo por la calle 9 de Octubre hasta salir al municipio de Alfafar. Desde allí, se enlaza con la Avenida del Sur, y a través del carril bici es posible llegar a cualquiera de los pueblos situados a lo largo de esta avenida, incluyendo la ciudad de Valencia.

### Aparcamiento
Massanassa dispone de diversas áreas destinadas al aparcamiento, tanto para vehículos particulares como para camiones. El estacionamiento para camiones se sitúa en la calle Séquia del Braç, dentro del Polígono Industrial, y su uso está reservado a conductores empadronados en el municipio o a empresas con sede en Massanassa.
En cuanto a los turismos, existen varias zonas habilitadas para aparcar, como los parkings ubicados en la calle Alquería Soria y junto a la estación de tren.

## Administración y política

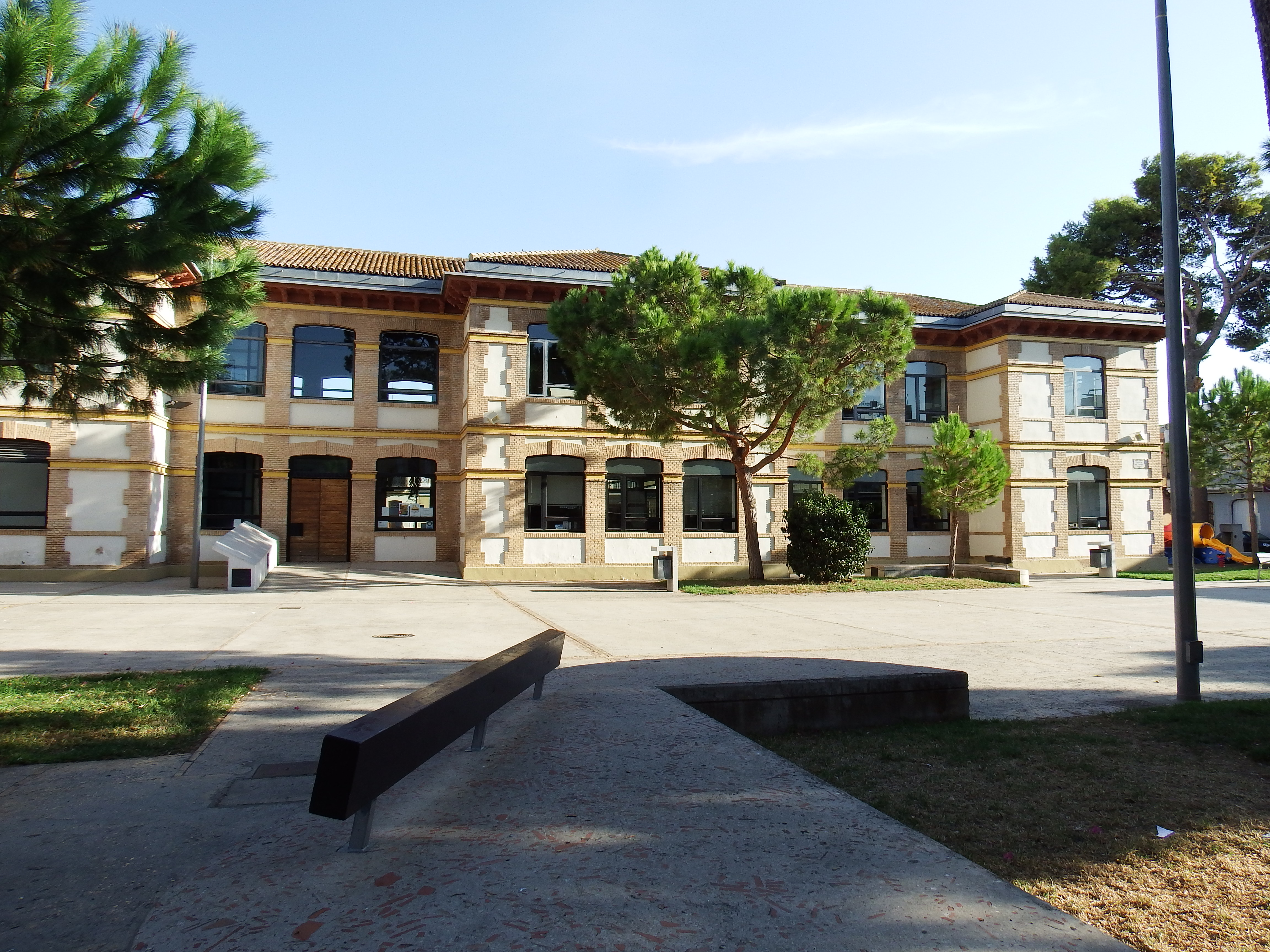
Ayuntamiento de Massanassa

En todas las localidades pobladas por un número superior a los 5000 habitantes (y en los de menos si así lo registra su reglamento orgánico o esté acordado desde el pleno de su ayuntamiento) existe una Junta de Gobierno Local. El organismo está integrado por el alcalde y un número de concejales no superior al tercio del número legal de miembros de la corporación.
Cada dos semanas tiene lugar en la Casa Consistorial (sede del ayuntamiento) una sesión ordinaria desde la Junta de Gobierno Local.

El alcalde de Masanasa, al cual corresponde la presidencia, es Francisco A. Comes Monmeneu desde 2018, cuando tuvo que renunciar al cargo el entonces alcalde Vicente Pastor, alegando motivos de salud. Tras las elecciones municipales de 2019, volvió a ser elegido al obtener el Partido Popular la mayoría absoluta con 7 concejales.
| Periodo   | Nombre                                                                                   | Partido   |
| --------- | ---------------------------------------------------------------------------------------- | --------- |
| 1979-1983 | Francisco José Soria Pons                                                                | PSPV-PSOE |
| 1983-1987 | Juan Quiles Tarazona                                                                     | PSPV-PSOE |
| 1987-1991 | Juan Quiles Tarazona                                                                     | PSPV-PSOE |
| 1991-1995 | Juan Quiles Tarazona                                                                     | PSPV-PSOE |
| 1995-1999 | José Vicente Espinosa Casañ                                                              | PP        |
| 1999-2003 | José Vicente Espinosa Casañ (1999-2001) Vicente Salvador Pastor Codoñer (2001-2003)      | PP        |
| 2003-2007 | Vicente Salvador Pastor Codoñer                                                          | PP        |
| 2007-2011 | Vicente Salvador Pastor Codoñer                                                          | PP        |
| 2011-2015 | Vicente Salvador Pastor Codoñer                                                          | PP        |
| 2015-2019 | Vicente Salvador Pastor Codoñer (2015-2018) Francisco Antonio Comes Monmeneu (2018-2019) | PP        |
| 2019-2023 | Francisco Antonio Comes Monmeneu                                                         | PP        |
| 2023-act. | Francisco Antonio Comes Monmeneu                                                         | PP        |

La Junta de Gobierno Local 2023-27 incluye a Francisco A. Comes Monmeneu en la Presidencia; y a Patricia Piqueres Alfonso, Marta Ramón Castillo, Clara Quiles Vila y José Lizana Just en la Tenencia de Alcaldía.

### Masanasa en Verde
La localidad cuenta con un total de 164 164 m² de espacios naturales dedicados al fomento de la sostenibilidad y el aumento de la calidad medioambiental, al tiempo que de lugares de ocio y esparcimiento. Destacan como tipologías variadas: los parques infantiles, las zonas multiusos destinadas a la práctica de deporte, las zonas para mayores diferenciadas entre juego de petanca y realización de ejercicios, y los areneros para perros específicamente para el juego de animales.

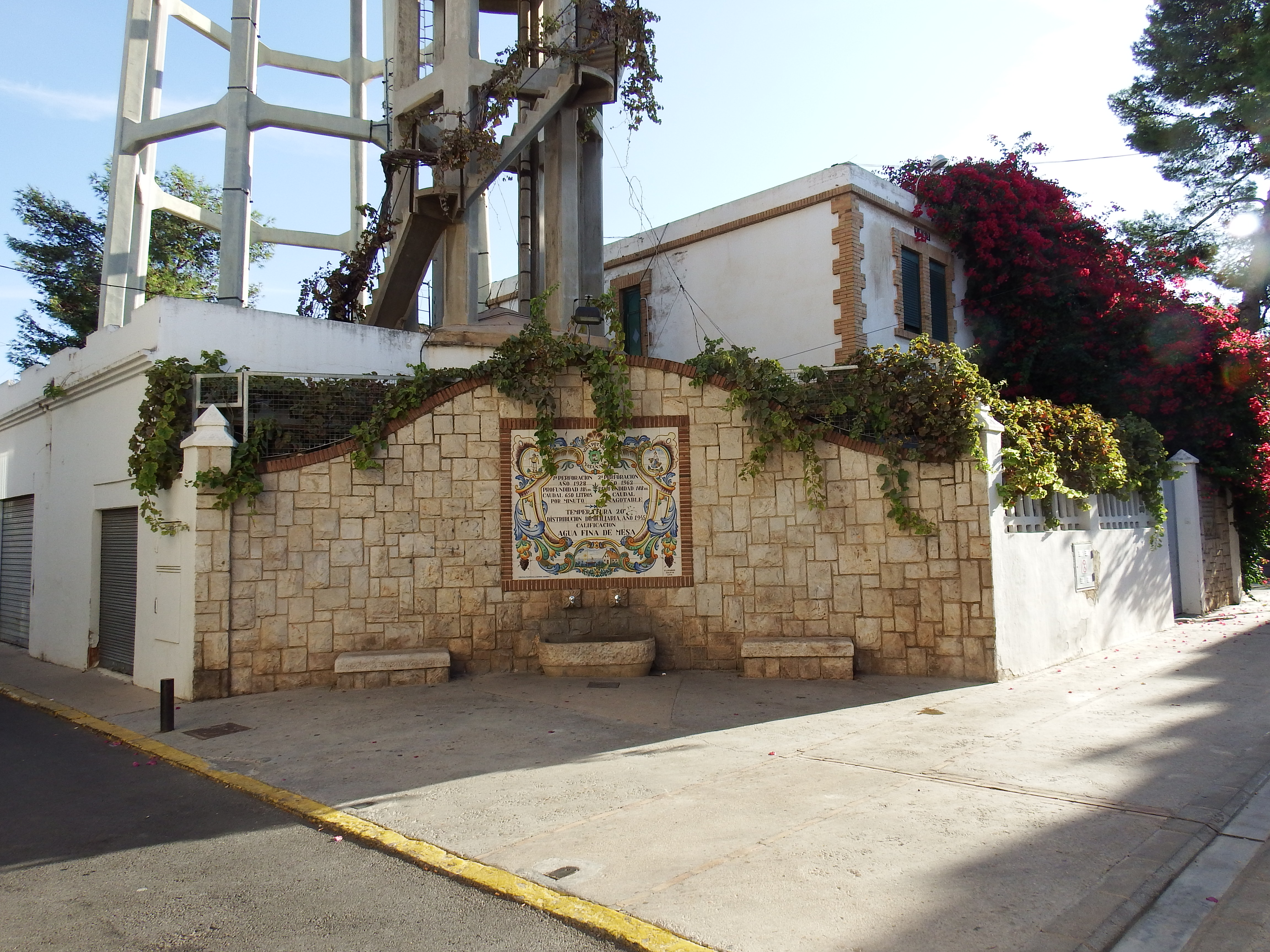
Depósitos de agua y fuente de Masanasa

Desde el Ayuntamiento de Masanasa, la Concejalía de Urbanismo es la encargada de generar y garantizar la preservación de los espacios verdes, enfocados en la relación existente entre la existencia de estas zonas con el confort y bienestar social que responde a las necesidades vitales actuales.
Además, el municipio está involucrado en el Plan de Acción Agenda 30 destinado al compromiso de pueblos y ciudades del seguimiento de un Plan de Acción Local para el desarrollo sostenible como eje de la actuación política.

## Cultura

### Patrimonio

#### Religioso
- Iglesia parroquial de San Pedro: siglo XVIII
- Iglesia de San Antonio de Padua: siglo XX

#### Civil
- Alquería de Soria: del siglo XVIII, es una alquería típica de la comarca de la Huerta.
- Casa de los Obreros: edificio construido en 1929 que es actualmente sede del archivo municipal.
- Ayuntamiento: edificio conocido como Las Escuelas Viejas (les Escoles Velles). Su fecha de construcción es de 1932.
- Antiguo ayuntamiento: edificio de finales del siglo XIX.

#### Camino del Cid
- Masanasa forma parte de este itinerario turístico cultural que atraviesa las provincias de Burgos, Soria, Guadalajara, Zaragoza, Teruel, Castellón, Valencia y Alicante. Está integrada en ruta denominada La defensa del sur del Camino del Cid.

### Fiestas y tradiciones
Entre las fiestas y tradiciones de la localidad de Masanasa, se encuentran las siguientes.

#### Fiestas Mayores
Celebradas en honor al Santísimo Cristo de la Vida, el día 24 de junio se inician dos semanas de festividad coincidiendo con el día de San Juan. Se atribuye la ceremonia a dicha fecha a raíz de la creencia tradicional que narra la intermisión del Cristo de la Vida para la remisión de la epidemia de cólera durante el siglo XIX. Comienzan con un espectáculo musical a modo de presentación.
Entre otros actos festivos tienen lugar: el Festival de Paellas, la 'entrada de moros y cristianos, la Cabalgata, el Festival de Bandas de Música y la Hoguera de San Juan. Con motivo de las fiestas de San Juan en honor al Santísimo Cristo de la Vida se edita, desde el año 1917, La terreta Revista Festiva y Literaria. La revista se publica anualmente en el mes de junio.

#### Fallas
Masanasa cuenta con sus propias agrupaciones falleras que van a cabo las tradiciones características de esta festividad valenciana:
I. Falla Poble Massanassa - Plaza de la Constitución.
II. Falla Jaume I - Plaza del País Valenciano.
III. Falla L'Alqueria - C/ Concepción Arenal cruce C/ Padre Ignacio Casañ.
IV. Falla El Divendres - Zona del Divendres.

#### Fiestas de Moros y Cristianos
La Gran Entrada Mora y Cristiana se organiza desde el ajuntamiento y la unión de filaes Intercomparsa como puesta en escena de uno de los pilares de las fiestas de San Juan en Masanasa. También organizan colectivamente la celebración del Mig Any, que consiste en el desfile de las agrupaciones por el municipio ambientadas con «las tradicionales chilabas moras y las sobrevestas cristianas». Las agrupaciones moras y cristianas son:
I. Filà Cristiana El Cid
II. Filà Cristiana Les Forquetes-Comparsa Llauradors
III. Filà Mora Escuadra Rotja
IV. Filà Mora Ibn-Al-Abbr
V. Filà Mora Manzil Nasr

#### Fiestas del 9 de octubre[41]
Durante esa fecha, día de la Comunidad Valenciana, se celebran diversos actos festivos y culturales.

#### Fiestas de Navidad y Reyes[41]
Se llevan a cabo, organizadas desde la localidad, actividades y espectáculos dirigidos a los niños entre las que destaca la Cabalgata de Reyes del 5 de enero.